# Asociația Italienilor din România
Asociația Italienilor din România - RO.AS.IT. este o asociație etnică de drept privat, singura organizație ce aparține minorității naționale italiene, succesoarea de facto și de iure a tuturor comunităților istorice italiene până în prezent, recunoscută ca fiind de utilitate publică. RO.AS.IT. și-a propus ca obiectiv principal de acțiune conservarea tradițiilor și obiceiurilor strămoșești, precum și promovarea limbii, culturii, istoriei și civilizației italiene în spațiul românesc, purtând, în același timp, un dialog constructiv și permanent atât cu populația majoritară și cu celelalte minorități etnice, cât și cu țara-mamă, având convingerea că diversitatea în unitate formează zestrea de aur a omenirii În activitățile și acțiunile întreprinse, Asociația Italienilor din România - RO.AS.IT. - se bucură de sprijinul Departamentului de Relații Interetnice din cadrul Guvernului României, precum și de cel al Ambasadei Italiei la București. Între anii 2014 - 2022 a fost membră a Partidului Democrat European.

## Caracteristici
„Asociația Italienilor din România a fost înființată în anul 1993, la Suceava, din inițiativa unui grup de descendenți ai emigranților italieni stabiliți în zona Bucovinei, cu mult entuziasm și dăruire, cu dorința explicită de a reface unitatea comunității italienilor din România, a cărei viață a fost frântă de vitregiile istoriei din ultimii 50 de ani (premergători lui 1989). R. Manescu”

Câștigând alegerile din 2004, Asociația Italienilor din România - RO.AS.IT. încearcă să unească sub aceeași "umbrelă" toată această diversitate de comunități, grupuri și individualități. Unitate în diversitate, întrucât italienii din România provin din diverse regiuni ale Italiei, dar cei mai mulți din partea de nord, din Friuli-Venezia Giulia, Emilia-Romagna, Trento și Belluno. Aceștia, mai ales, au sosit și trăiesc în grupuri etnice compacte și iși spun: bellunezi, friulani, trentini sau romagnoli. Răzleț întâlnim italieni din Genova, Napoli, Bari, Milano și chiar din Sicilia. Să poți să-i aduni la un loc pe toți acești italieni mândri este într-adevăr o muncă, dar o muncă frumoasă pe care RO.AS.IT. și-a asumat-o cu responsabilitate.
Activitatea sa se bazează pe inițierea de programe și proiecte vizând integrarea în viața interetnică bazându-se pe sprijinul Departamentului pentru Relații Interetnice din cadrul Guvernului României.
Urmărește să angreneze un număr mare de membri în activități diverse pentru menținerea și promovarea identității naționale, a tradițiilor specifice, a limbii și a culturii. O latură importantă a preocupărilor sale, o constituie culegerea de date, documente, și dovezi materiale ale existenței, continuității și implicării acestei etnii în viața românească.
Interesul pentru editarea și publicarea de cărți, care evidențiază multiplele fațete ale prezenței italienilor pe acest teritoriu, dar și contribuția la evoluția societății din care au făcut și fac parte acum, îmbogățește activitatea asociației dar și a comunităților din diferitele filiale ale ei.
Președintele Asociației italienilor din România - RO.AS.IT. a fost Mircea Grosaru, el fiind și reprezentantul la acea vreme al minorității italiene în Parlamentul României. În realitate a fost cel de-al treilea deputat al minorității italiene, câștingând mandatul pierdut cu ocazia alegerilor parlamentare din anul 2000 conform Deciziei C.E.D.O.- Strasbourg - 25 nov. 2008 în Dosarul nr.78039/2001, Grosaru împotriva României. A câștigat încă trei mandate de deputat cu ocazia alegerilor din 2004, 2008 și 2012. În prezent, președintele Asociației Italienilor din România - RO.AS.IT. este Ioana Grosaru.
Predecesorii săi au fost: Iuliano Valentin (mandatul 1992 - 1996), Marilena Tomov (mandatul 1996 - 2000) și Ileana Stana Ionescu (mandatul 2000 - 2004).
Asociația Italienilor din România – RO.AS.IT. a luat ființă în urmă cu douăzeci de ani, la inițiativa unor etnici italieni care au dat un anunț într-un ziar local. Obiectul de activitate consta în prezentarea de filme documentare, în organizarea de expoziții de fotografie, grafică și pictură, de cursuri de limbă, cultură și civilizație italiană etc. În foarte scurt timp, un număr mare de persoane a aderat la acest proiect, care a crescut în anvergură de la an la an.
În prezent, Asociația Italienilor din România – RO.AS.IT. este unica asociație a minorității naționale italiene din România, succesoare fapt și de drept a tuturor comunităților istorice italiene până în prezent, recunoscuta de Guvernul României ca fiind de utilitate publică în baza Hotărârii de Guvern Nr. 109 din 30 ianuarie 2008, care funcționează pe baza unui statut și a legislației române în vigoare, potrivit Legii 21/1924 si Art. 59 din Constituția României și este asimilată partidelor politice. Din decembrie 2014 până în ianuarie 2022, a fost membră a Partidului Democrat European. Asociația Italienilor din România – RO.AS.IT. colaborează atât cu instituțiile care reprezintă statul italian în Romania, cât și cu instituțiile românești politice, sociale, economice, sportive sau culturale precum: Ambasada Italiei la București, Institutul italian de Comerț Exterior (ICE), Camera Italiană de Comerț pentru România, Consulatul Italiei, Patronatul INAS, Confindustria România, Institutul Italian de Cultură „Vito Grasso”, Guvernul României, Parlamentul României, Liceul „Dante Alighieri” etc.

## Filiale judetene RO.AS.IT
- Alba; Arad; Argeș; Bacău; Bihor; Bistrița-Năsăud; Botoșani; Brăila; Brașov; București; Buzău

- Călărași; Caraș-Severin; Cluj; Constanța; Covasna; Dâmbovița; Dolj; Galați; Giurgiu; Gorj; Harghita; Hunedoara

- Ialomița; Iași; Ilfov; Maramureș; Mehedinți; Mureș; Neamț; Olt; Prahova; Sălaj; Satu; Mare; Sibiu; Suceava

- Teleorman; Timiș; Tulcea; Vâlcea; Vaslui; Vrancea